# Seend Cleeve
Seend Cleeve är en by i Wiltshire distrikt i Wiltshire grevskap i England. Byn är belägen 36,9 km 
från Salisbury. Orten har 555 invånare (2016).